# غوستاف ماوريتس أرمفلت
الكونت غوستاف ماوريتس أرمفلت (Gustaf Mauritz Armfelt؛ تارفاسيوكي، 31 مارس 1757 - سيلو تساريوكي، 19 أغسطس 1814) رجل حاشية ملكية ودبلوماسي فنلندي وسويدي. يعتبر أحد رجال الدولة الفنلنديين العظام. وهو حفيد كارل غوستاف أرمفلت جنرال كارل الثاني عشر ملك السويد. كان نصيحته لقيصر روسيا ألكسندر الأول ذات أهمية قصوى لإنشاء دوقية فنلندا الكبرى المستعدة لتصبح ذاتية الحكم على نحو متزايد.

## روابط خارجية
- غوستاف ماوريتس أرمفلت على موقع الموسوعة البريطانية (الإنجليزية)